# جامع الرحمن (بغداد)
جامع الرحمن الكبير هو أحد مساجد بغداد الحديثة ومن أكبر الجوامع في العراق، وقد بدأ العمل فيه عام 1999م، منَ الدولة العراقية وتوقف العمل فيه بعد الغزو الأمريكي للعراق سنة 2003م.
وتبلغ مساحة المسجد 200 ألف متر مربع ومساحة الحرم 150 ألف متر مربع، ويتسع الحرم لأكثر من 120 ألف مصلي، ويحتوي الجامع على ثماني قبب تتوسطها قبة كبيرة دائرية الشكل، ويقع الجامع في جانب الكرخ من العاصمة بغداد، في حي المنصور.
المسجد في بعض الأحيان يُخلَط اسمه مع اسم مسجد آخر هو (جامع صدام الكبير)، الذي كان يُبنى أيضاً في ذلك الوقت. حيث بُدِئَ بناؤُه على بعد بضعة أميال إلى الشمال الشرقي منه، في موقع مطار المثنى القديم.
كان من المفترض أن يكون أكبر من مسجد الرحمن، ويتركز على بحيرة.
والمسجد محاطٌ بمبانٍ حديثةِ البناء، وكان من المفترض أن تبنى لهُ قبة عالية طولها 60 متراً، وقطرها حوالي 300 مترٍ. ولكن بناء هذا المسجد كان في مرحلة مبكرة حتى عندما توقف العمل، حيث بني مع بعض الأعمدة المركزية فقط.